# En apesanteur
En apesanteur is een nummer van de Franse zanger Calogero uit 2002. Het is de eerste single van zijn titelloze tweede studioalbum.
"En apesanteur" werd een hit in Franstalig Europa, en werd Calogero's eerste grote hit. In Frankrijk bereikte de plaat de 13e positie, en in Wallonië de 15e. Het succes was vooral te danken aan het pakkende refrein, waarin Calogero steeds de titel herhaalt.

## Tracklijst
- CD maxi

1. "En apesanteur" — 3:23
2. "Une Dernière Chance" — 4:47
3. "En apesanteur" (acoustic) — 3:12
4. "Aussi libre que moi" (Acoustic) — 4:05

- CD single

1. "En apesanteur — 3:23
2. "Une Dernière Chance" — 4:47

- Digital download

1. "En apesanteur" — 3:23
2. "En apesanteur" (live) — 4:46